# Nick Nevern
Nick Nevern (* 8. Dezember 1980 in Exeter, Devon, England) ist ein britischer Schauspieler, Synchronsprecher und Filmemacher.

## Leben
Nevern, Sohn einer russischen Mutter, lebte für einige Jahre in Russland und begann nach seiner Rückkehr nach London mit dem Schauspiel. Er debütierte 2002 im Fernsehfilm Out Of Control. 2006 verkörperte er in zwei Episoden der Fernsehserie Dream Team die Rolle des Pavel Kovac. Anschließend folgten weitere Besetzungen in verschiedenen Fernsehserien. 2008 war er in den Spielfilmen West 10 LDN und Streets of London – Tag der Vergeltung zu sehen. Er übernahm Episodenrollen in den namhaften britischen Fernsehserien Shameless und The Bill. 2011 erschien sein erster eigener Film, Terry, wo er für die Regie, die Produktion und das Drehbuch zuständig war und außerdem eine Filmrolle übernahm. 2012 war er in den größeren britischen Filmproduktionen Strippers vs Werewolves, Outpost 2: Black Sun, The Rise & Fall of a White Collar Hooligan, The Crime und The Hooligan Wars – Einer gegen die Ultras als Schauspieler beteiligt. 2016 hatte er eine Nebenrolle in Eliminators. Von 2017 war er in vier Episoden der Fernsehserie Riviera als Nikolai Slokov und von 2017 bis 2019 war er in fünf Episoden der Fernsehserie Motherland in der Rolle des Lee zu sehen. 2021 inszenierte er mit Rise of the Footsoldier – Origins den fünften Teil der Rise of the Footsoldier-Filmreihe.

## Filmografie

### Schauspiel
- 2002: Out of Control (Fernsehfilm)
- 2006: Dream Team (Fernsehserie, 2 Episoden)
- 2007: Bonkers (Fernsehserie, Episode 1x04)
- 2007: I Want Candy
- 2007: Hotel Babylon (Fernsehserie, Episode 2x06)
- 2007: The English Class (Fernsehserie, 6 Episoden)
- 2007–2008: Matrioshki – Mädchenhändler (Matroesjka’s) (Fernsehserie, 3 Episoden)
- 2008: West 10 LDN (Fernsehfilm)
- 2008: Streets of London – Tag der Vergeltung (Adulthood)
- 2008: Spooks: Code 9 (Fernsehserie, Episode 1x01)
- 2008: EastEnders (Fernsehserie, 2 Episoden)
- 2008: Loser's Anonymous
- 2009: Jonathan Creek (Fernsehserie, Episode 4x07)
- 2009: Shameless (Fernsehserie, Episode 6x01)
- 2009: The Bill (Fernsehserie, Episode 25x52)
- 2010: Black, No Sugar (Kurzfilm)
- 2010: Mission London
- 2010.: The Silence (Mini-Serie, 4 Episoden)
- 2010: The Deep (Mini-Serie, 4 Episoden)
- 2010: Writer's Block (Kurzfilm)
- 2011: Terry
- 2011: Turnout
- 2011: The Tapes
- 2011: Victim
- 2011: 7 Lives
- 2011: Demons Never Die
- 2012: Strippers vs Werewolves
- 2012: Outpost 2: Black Sun (Outpost)
- 2012: The Rise & Fall of a White Collar Hooligan
- 2012: The Crime (The Sweeney)
- 2012: Trigger Point (Fernsehserie)
- 2012: The Hooligan Wars – Einer gegen die Ultras (The Hooligan Wars)
- 2013: The Fall of the Essex Boys
- 2013: Communion
- 2013: White Collar Hooligan 2: England Away
- 2013: Vendetta
- 2014: The Hooligan Factory
- 2014: Mrs. Brown's Boys D'Movie
- 2014: White Collar Hooligan 3
- 2014: Spring: Love is a Monster
- 2016: Brotherhood
- 2016: Eliminators
- 2017: Riot
- 2017: Prime Suspect 1973 (Mini-Serie, 6 Episoden)
- 2017: Riviera (Fernsehserie, 4 Episoden)
- 2017–2019: Motherland (Fernsehserie, 5 Episoden)
- 2018: Bulletproof (Fernsehserie, Episode 1x04)
- 2019: Fault Lines (Kurzfilm)
- 2019: Rise of the Footsoldier – The Marbella Job (Rise of the Footsoldier: Marbella)
- 2020: Sam (Kurzfilm)
- 2021: Twist

### Regie
- 2011: Terry
- 2014: The Hooligan Factory
- 2018: Trigger Finger! (Kurzfilm)
- 2020: Let's Talk About George (Kurzfilm)
- 2021: Rise of the Footsoldier – Origins

### Drehbuch
- 2011: Terry
- 2014: The Hooligan Factory
- 2017: Fanged Up
- 2018: Trigger Finger! (Kurzfilm)
- 2021: Rise of the Footsoldier – Origins

### Produktion
- 2011: Terry
- 2014: The Hooligan Factory
- 2020: Let's Talk About George (Kurzfilm)

## Synchronisation
- 2010: GoldenEye 007 (Videospiel)
- 2012: Far Cry 3 (Videospiel)
- 2017: Lego Marvel Super Heroes 2 (Videospiel)